# Belmont (Californië)
Belmont is een plaats (city) in de Amerikaanse staat Californië, en valt bestuurlijk gezien onder San Mateo County.

## Demografie
Bij de volkstelling in 2000 werd het aantal inwoners vastgesteld op 25.123.
In 2006 is het aantal inwoners door het United States Census Bureau geschat op 24.665, een daling van 458 (-1,8%).

## Geografie
Volgens het United States Census Bureau beslaat de plaats een oppervlakte van
11,7 km², geheel bestaande uit land.

## Plaatsen in de nabije omgeving
De onderstaande figuur toont nabijgelegen plaatsen in een straal van 8 km rond Belmont.

## Trivia
- In Belmont werd met ingang van 2008 roken in appartementsgebouwen en individuele appartementen verboden om passief roken tegen te gaan.[3]